# Nikolaikirche (Chemnitz)

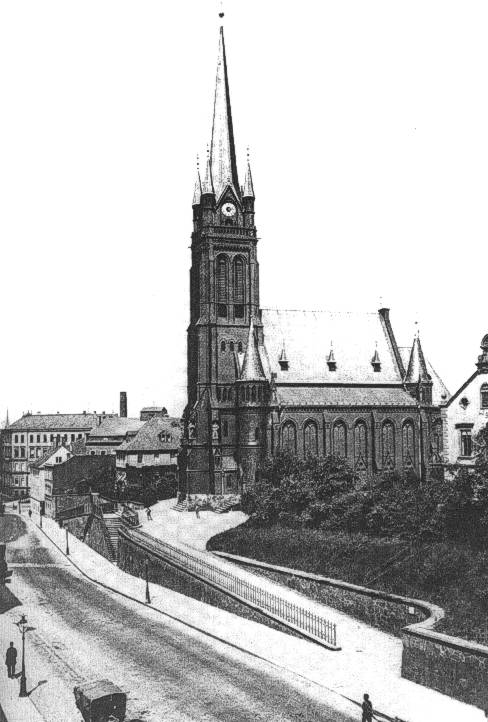
Nikolaikirche – Ansicht um 1900

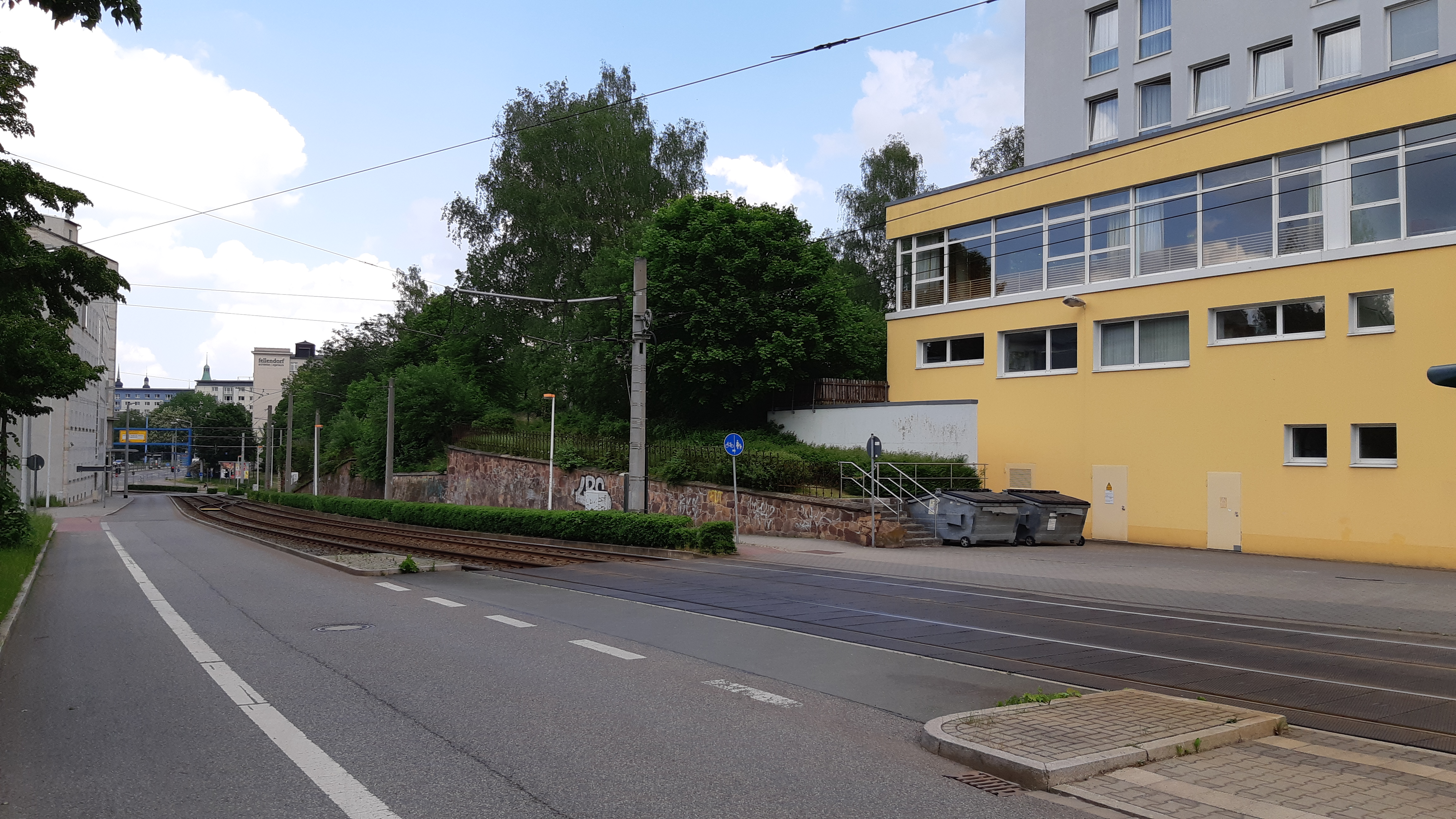
Ähnliche Aufnahmeperspektive im Juni 2021. Insbesondere die Reste der Anfahrts- und Aufgangsrampe entlang der Stollberger Straße sind noch zu erkennen.

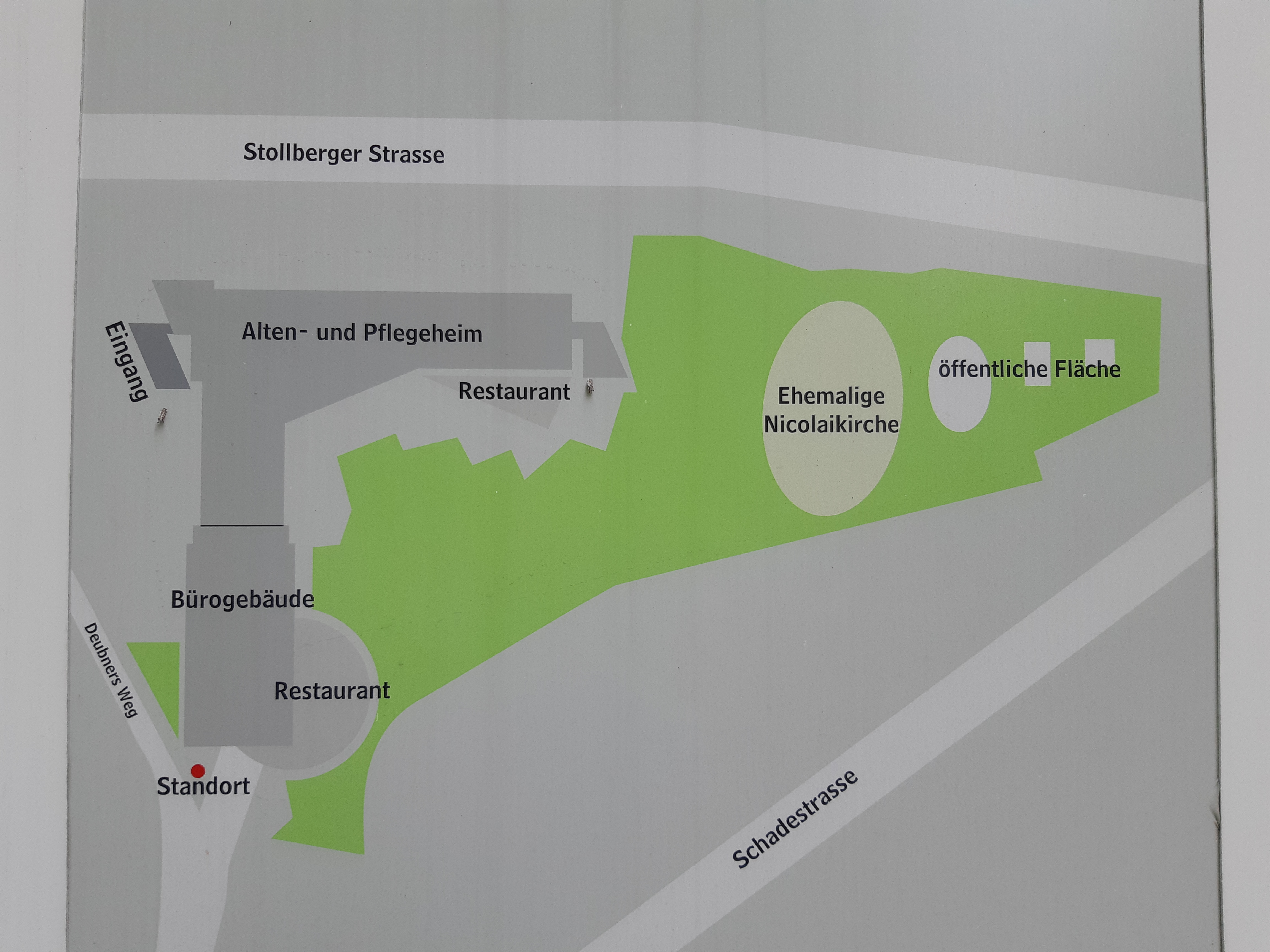
Das frühere Kirchgelände gehört heute zu einem benachbarten Pflegeheim, welches mit mehreren Informationstafeln an die frühere Kirche erinnert. Der allgemeinen Öffentlichkeit ist die Fläche allerdings nicht zugänglich.

Die Nikolaikirche war eine der ältesten Kirchen in Chemnitz. Sie wurde bei dem britischen Luftangriff am 5./6. März 1945 schwer beschädigt, die Ruine bis 1948 abgetragen.

## Geschichte
Schon in der Mitte des 12. Jahrhunderts siedelten Fernhändler in der Nähe der Chemnitzfurt und errichteten ihrem Schutzpatron Nikolaus zu Ehren eine hölzerne Kapelle. Am Fuße des Kapellenberges entwickelte sich dann gleichzeitig mit dem Fernmarkt ein Nahmarkt. 1331 wird in einer Urkunde der Nikolaikirch-Innenhof bezeugt, der Versammlungsort für die Landgemeinden war. Die 1486 neu erbaute Nikolaikirche brannte 1532 ab und wurde 1550 erneut wieder aufgebaut. Die Kirche wurde im Jahr 1789 letztmals erneuert, bis sie aus baulichen Gründen 1882 geschlossen werden musste.
Da sie sich bis zum 1. April 1844 – der Eingemeindung der Niklasgasse als Nikolaivorstadt nach Chemnitz – vor den Mauern der Stadt befand, war sie oft schutzlos kriegerischen Auseinandersetzungen ausgesetzt.
Mit der Eingemeindung 1844 ergaben sich zunächst keine Veränderungen der kirchlichen Verhältnisse, außer dass St. Nikolai zu einer städtischen Kirchgemeinde wurde. 1847 wurde die Superintendentur von St. Jakobi nach St. Nikolai verlegt. Aufgrund anhaltender Proteste der Gemeinde wurde die Superintendentur 1899 von St. Nikolai nach St. Pauli verlegt. In St. Nikolai hatten drei Pfarramtsleiter die Stelle des Superintendenten inne:
- Franz Schlegel (1847–1859)
- Robert Kohl (1859–1880)
- Julius Oskar Michael (1880–1899)

Die Notwendigkeit eines neuen und größeren Kirchgebäudes hatte Superintendent Michael bereits erkannt, da die alte Kirche nicht nur zu klein, sondern auch baufällig war. Dennoch wurde die Kirche am 20. Januar 1882 zur Überraschung der Gemeinde baupolizeilich gesperrt, weder ein Abschiedsgottesdienst noch ein letztes Geläut waren möglich. Die Nikolaigemeinde nutzte nachfolgend gastweise die nahegelegene Paulikirche. Ab 24. November 1884 bis Jahresende 1884 wurde die alte Kirche abgerissen. Die 1857 bei Orgelbaumeister Christian Friedrich Göthel beauftragte und 1859 aufgestellte Orgel mit neun Stimmen wurde 1884 nach Kleinrückerswalde verkauft.
An historisch gleicher Stelle (etwas östlich) wurde im Herbst 1885 mit der Fundamentierung des neuen Kirchgebäudes begonnen, sodass am 28. April 1886 der Grundstein für die neue Kirche gelegt werden konnte. Sie wurde vom Dresdner Architekten Christian Gottfried Schramm als neugotische Hallenkirche entworfen und diente als sein Referenzobjekt für zahlreiche weitere Kirchen der Umgebung. Mit 750 Plätzen bot sie 250 Plätze mehr als ihr Vorgängerbau. Die Glockenweihe fand am 12. September 1887 und die Kirchweihe am 7. März 1888 statt.
Das Gotteshaus wurde fast auf den Tag 57 Jahre nach seiner Weihe bei den schweren Luftangriffen vom 5. März 1945 schwer beschädigt. Das 1922 mit Stahlglocken ergänzte Geläut – die beiden größten der drei Bronzeglocken fielen 1917 der sogenannten Metallspende zum Opfer – konnte geborgen werden und wurde an die Kirchgemeinde Thum im Erzgebirge verkauft. Die Beseitigung der Ruine der Kirche wurde mit der Sprengung der Turmreste 1948 beendet.
Heute nutzt die Kirchgemeinde St.-Nikolai-Thomas die als Kirche geweihte ehemalige Kapelle auf dem Nikolaifriedhof in Chemnitz-Altendorf.

## Ausstattung

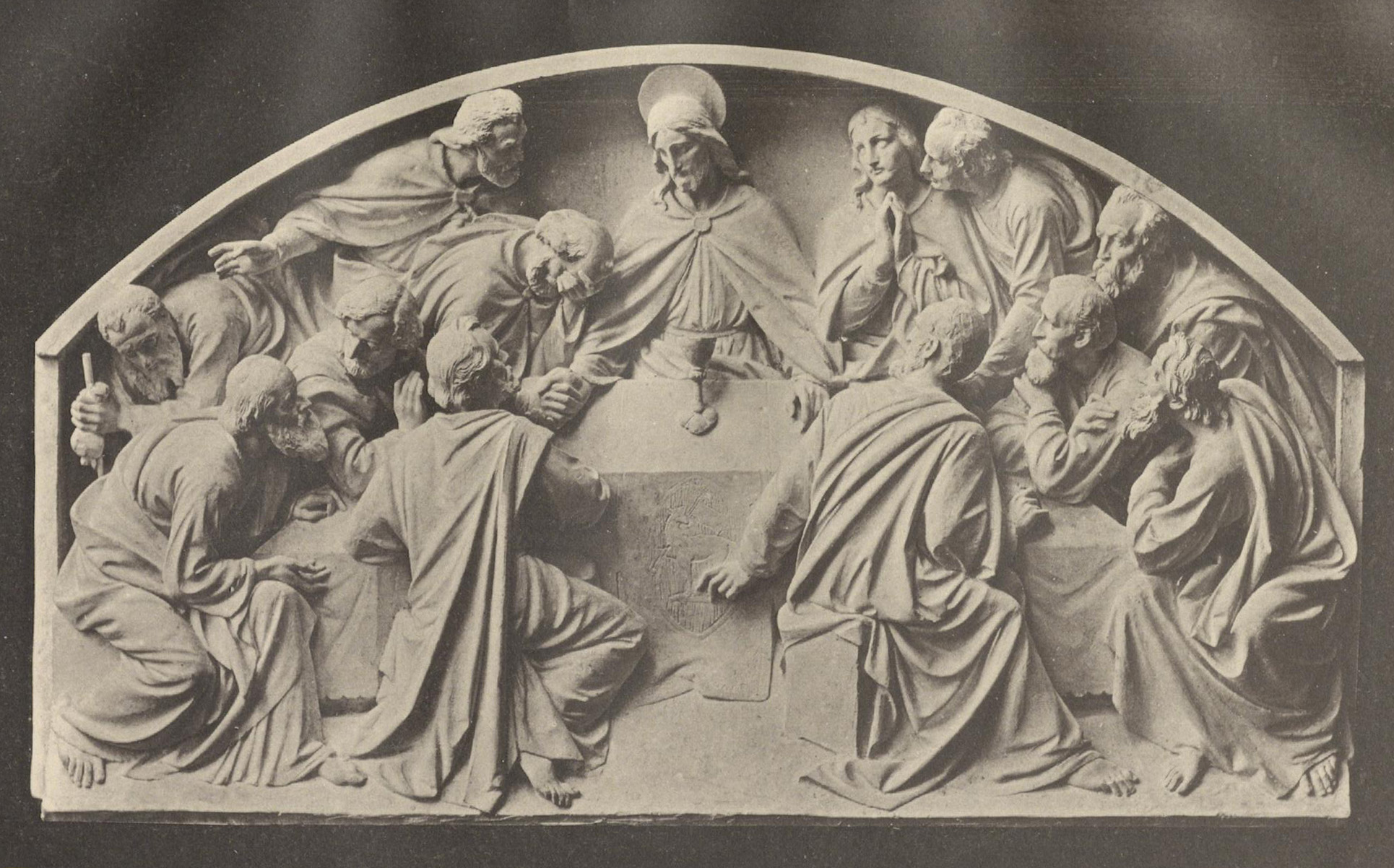
Altarrelief

Zwei Jahre nach ihrer Vollendung erhielt die Nikolaikirche 1890 ihren schönsten äußeren Schmuck: fünf Statuen über dem Portal, Christus und die vier Evangelisten darstellend, ein Geschenk des Königlich Sächsischen Ministeriums des Inneren aus den Mitteln des Kunstfonds. Die Ausführung der Statuen war vom Akademischen Rat in Dresden den dort ansässigen Bildhauern Rudolph Hölbe und Eppler übertragen worden.
Den Innenraum der Kirche schmückten die figürlichen Farbverglasungen, die nach Entwürfen des Dresdner Historienmalers Anton Dietrich von E. Beck in Herrnhut entworfen und von dem Dresdner Glasmaler Bruno Urban (1851–1910) ausgeführt wurden. Das Altarrelief mit dem Motiv des heiligen Abendmahls stammt von dem Dresdner Bildhauer Oskar Rassau, geschnitzt wurde es von A. Trache in Dresden.
Die Orgel, die 27 klingende Stimmen besaß, wurde von den Dresdner Hoforgelbauern Gebr. Jehmlich erbaut, das 2469 Kilogramm schwere Es-Dur-Geläute von C. Albert Bierling in Dresden gegossen.

## Geläut
Auf dem Nikolaifriedhof wurde 1963 ein zweigeschossiges Glockenhaus errichtet. Das von einem Satteldach bedeckte Gebäude beherbergt eine geräumige Glockenstube, in der ein dreistimmiges Bronzegeläut hängt. Die Glocken wurden 1963 von der Glockengießerei Schilling in Apolda gegossen, ihre Weihe erfolgte am 6. April desselben Jahres. In Erinnerung an das Geläut, das von 1887 bis 1917 im Turm der Nikolaikirche hing, wählte man für diese neuen Glocken den Es-Dur-Dreiklang. Sie tragen folgende Inschriften:
- Glocke 1 (1500 kg): „O Land, Land, Land, höre des Herrn Wort. Kirchgemeinde St. Nikolai-Thomas seit 1945.“
- Glocke 2 (750 kg): „Betet ohne Unterlass. Kirchgemeinde St. Nikolai 1331–1945“
- Glocke 3 (400 kg): „Tröstet, tröstet mein Volk. Kirchgemeinde St. Thomas 1911–1945“.

Die Glocken hängen an geraden Jochen in einem dreifeldrigen Stahlglockenstuhl und werden elektrisch geläutet.